# Панкратов, Георгий Витальевич
Гео́ргий Вита́льевич Панкра́тов (род. 17 июля 1984, Ленинград) — российский писатель, журналист, публицист, редактор.

## Биография
Родился в Ленинграде. В возрасте 6 лет снялся в фильме режиссёра Александра Рогожкина «Третья планета». В этом же году семья переехала в Севастополь, на родину родителей, где писатель провёл школьные годы.
Окончил Санкт-Петербургский государственный университет телекоммуникаций имени профессора М. А. Бонч-Бруевича.
Автор книг: «Стыд и совесть» («Цитата плюс», 2016), «Российское время» («Чтиво», 2021), «ВДНХ: Мечта о прекрасном, несбыточном» («Бослен», 2021), «Крафт» («Чтиво», 2022), «Дебют: Как НЕ стать писателем» о премии «Дебют» (АСПИР, 2022), «Севастополист» («АСТ», 2023). Публикуется в «толстых» литературных журналах : «Юность», «Дружба народов», «Знамя», «Новый мир », «Урал» и др. В интернет-изданиях «Дистопия», «Формаслов», «Лиterraтура».
Как журналист и пресс-секретарь работал в ТАСС, МЧС России, ВДНХ.
В разные годы жил в Москве, Санкт-Петербурге, Севастополе, Нижнем Новгороде, Омске и Екатеринбурге. Своим любимым городом считает Севастополь, о котором говорит: «Севастополь вдохновляет меня своим существованием» . Этому городу писатель посвятил роман.

## Творческий путь
Пишет прозу с раннего детства. В студенческие годы писал стихи. Первые романы — трилогия «Лунный кот», «Ночные псы» и «Лес» вышли самиздатом, в том числе на платформе «Литрес». С романом «Лунный кот» Панкратов вышел в финал литературной премии «Дебют» для молодых авторов в сезоне 2014 года. Автор книги «Человек, из Подольска!», в которой собраны публицистические, историко-краеведческие, общественно-политические и культурные публикации. С 2015 года публикуется в «толстых» литературных журналах. Дебютная книга «Письма в квартал капучино» вышла в издательстве Рипол-классик в 2016 году. Многократно публиковался в сборнике «Новые писатели» фонда СЭИП, основателем которого был Сергей Филатов. Принимал участие в Форумах «Липки», семинарах «АСПИР», резиденции «Переделкино». Стипендиат министерства культуры по итогам Форума молодых писателей России, стран СНГ и ближнего зарубежья.
Пишет в жанрах бытовой реализм, драма, мистические триллеры, фантастика, антиутопия, турбореализм, автофикшн, нон-фикшн, модернистская, эзотерическая и трансгрессивная проза, эссеистика и публицистика.
Книги вышли в таких издательствах, как «Чтиво», «Бослен», «Рипол-классик» и «АСТ».
Георгий Панкратов публикует статьи в качестве литературного критика, например о пьесе «Человек из Подольска», о книге Геннадия Черкашина «Вкус медной проволоки», о книге Татьяны Филатовой «О чём молчит лес».

## Современники о творчестве Георгия Панкратова
Станислав Секретов:

«Прежде всего — персонажи стоики честны с собой и с миром. До конца честным остается и автор. Георгий Панкратов не притворяется, не пытается быть принятым неискушенным большинством, не подстраивается под правила игры».

Евгений Чириков:
«Сквозь восприятие читателя проходит сознание обыкновенных молодых людей. Мы видим островок современной жизни».
Ануфриева, Мария Борисовна:
«Георгий Панкратов состоявшийся автор…».
Борис Кутенков:
«Автор вмещает драматизм человеческой жизни в небольшую отрывистую зарисовку без видимого форсирования „я-начала“, тонко работая со скрытой эмоциональностью».
Вероника Третьяк:

«Когда мечты уводят от реальности, реальность возвращает мечтателя на землю; к галерее таких портретов присоединяется и герой рассказа Панкратова. Как и в известном „Каменном госте“ Пушкина, в жизнь человека вмешивается рок, дарующий или наказывающий».

Дарья Леднева:
«Кто платит — того и свет. До боли напоминает законы современного общества. В рассказе есть всё: и трогательные сцены, и немного страшные, и смешные; разбитая любовь, одиночество, ощущение ненужности и бесполезности».

## Личная жизнь
Болеет за Санкт-Петербургский футбольный клуб «Зенит».

## Награды и премии
- Премия журнала «Урал» в 2016 году[23]
- Длинный список премии Большая книга в 2020[24] и 2022[25] годах
- Лауреат X Международного литературного конкурса им. В. Г. Короленко в 2022 году[26]
- Литературная премия имени Н. В. Гоголя в 2023 году [27]